# Aleš Drvota
Aleš Drvota (28. července 1954 Praha – 23. prosince 1987 Budapešť) byl český zpěvák a perkusionista, propagátor reggae, frontman kapely Babalet, známý jako první český rastaman.

## Životopis
Narodil se v Praze v roce 1954. Vyučen v oboru kuchař/číšník, pracoval např. v hotelu Kriváň, nebo v gumárně Mitas, od mládí se však věnoval zejména hudbě.

### Hudební začátky
Původně začínal jako bubeník např. v roce 1968 ve skupině Grace & Sour. Jako perkusista prochází později kapelami Extempore (1974 jako host, 1975 jako stálý člen), Elektrobus (1976), Švehlík (1980), Omnibus (1983), krátce také s Jiřím Křivkou ve skupině Paralet a na jaře roku 1984 společně s bubeníkem Ivanem Pavlů, kolegou z Omnibusu, Karlem Babuljakem a Jiřím Charyparem (oba Máma Bubo), spoluzakládají Babalet. Dalšími členy jsou Jan Šimek na basu a saxofonista Jirka Šíma.

### Babalet
Teprve zde opouští Drvota perkuse a profiluje se jako zpěvák, skvělý bavič a pódiový živel. Skládá spolu s Karlem Babuljakem většinu repertoáru kapely a hlavně zúročuje svoje nastřádané texty například ze sbírky "Expedice jinam". Babalet se po příchodu bubeníka Petra Kumandžase r. 1985 zaměřuje výhradně na hudbu reggae, později kombinovanou s africkým stylem ju-ju s výraznými polyrytmickými strukturami. Skvělá rytmika s nově příchozím basistou Michalem Ditrichem (ex Abraxas) ve spojení s jednoduchými Drvotovými melodiemi a neskutečnou energií, která z frontmana i kapely při koncertech vyzařuje, dělá z Babaletu jednu z nejoblíbenějších pódiových kapel druhé poloviny 80. let.

### Babalet 1. sestava: 1984 - 1985
Aleš "Alibaba" Drvota - perkuse, zpěv
Ivan "Pavian" Pavlů - bicí nástroje
Jan "Šimi Šimi" Šimek - basová kytara
Karel "Bubol" Babuljak - klávesy, zpěv
Jiří "Bubochar" Charypar - kytara, zpěv
Jiří Šíma - saxofon
Santa Monika - tanec

### Babalet 2.sestava: 1985 - 1986
Aleš "Alibaba" Drvota - zpěv
Karel Babuljak - klávesy, zpěv
Jiří Charypar - kytara, zpěv
Stanislav Švadlena - basová kytara, zpěv
Petr Kumandžas - bicínástroje
Karel Malík - saxofon, zpěv
Jan "Maxa" Máša - trubka, zpěv
Asrath "Rastafari" Limenh - zpěv, tanec

### Babalet 3. sestava: 1986 - 1987
Aleš "Alibaba" Drvota - zpěv
Karel Babuljak - klávesy, zpěv
Jiří Charypar - kytara, zpěv
Michal Ditrich - basová kytara
Petr Kumandžas - bicí nástroje
Karel Malík - saxofon, zpěv
Tomáš Svoboda - trubka

### Neobjasněná smrt
Slibnou Drvotovu kariéru nečekaně ukončila v roce 1987 autonehoda v Maďarsku, jejíž příčiny nebyly nikdy dostatečně objasněny. Jediná dostupná fakta říkají, že zpěvák byl nalezen u silnice s těžkými zraněními, kterým po převozu do nemocnice po týdnu v Budapešti na Vánoce 1987 podlehl. Není známo, za jakých okolností k nehodě došlo, ani kdo byl řidičem auta.

## Diskografie
- (1986) Zelená / Rasta rock (Panton - 8143 0268, SP)
- (1986) Kompilace Rockový maratón 2 – píseň Posvátná země Nola (Panton – 8113 0597, edice Impuls, LP)
- (1994) Babalet & Aleš Drvota Live (Che Music Production 1994, CD)
- (2004) Best of Babalet 20 Years (KMa 2004, CD)